# Cuarto de la Reina (Alcázar de Madrid)
El Cuarto de la Reina en el Alcázar de Madrid fue un conjunto de estancias destinadas a albergar a las reinas consortes de España en esa residencia regia, contraponiéndose al Cuarto del Rey.

## Historia
El Cuarto de la Reina se formó en el marco de las reformas emprendidas por Carlos I que llevaron a la ampliación del primitivo Alcázar, ya ampliado por los Trastámara, hacia el este formando un nuevo patio cuadrado, rodeado por crujías en todos sus lados. El cuarto de la Reina ocuparía parte de las nuevas alas del Alcázar madrileño. Esta zona fue ocupada por la reina consorte de España hasta el incendio del Alcázar ocurrido en la Nochebuena de 1734.

## Descripción

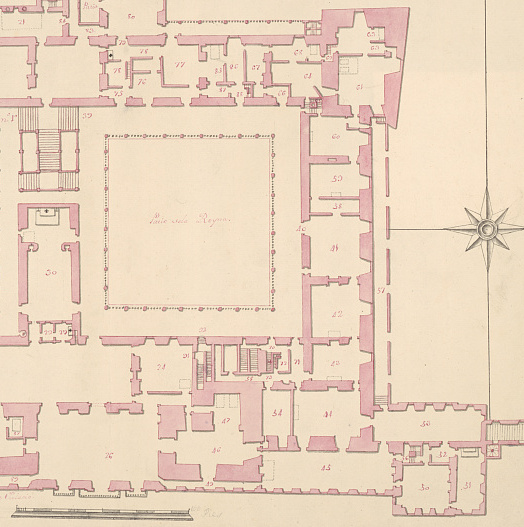
El Cuarto de la Reina en una copia del Plano de Gómez de Mora.

El cuarto de la Reina se localizaba en el piso principal alrededor del patio homónimo. En concreto, en la mitad sur de la crujía oeste y la crujía sur, hasta aproximadamente la mitad del edificio marcado por la capilla. 
Siguiendo la distribución descrita por Juan Gómez de Mora, y que acompaña al plano homónimo realizado en 1625, sus estancias serían las siguientes (siguiendo la numeración del Plano de Mora):
41. - Sala de los Monteros de Espinosa.
42. - Antecámara de la Reina.
43. - Cámara de la Reina.
44. - Pieza del estrado de la Reina.
45. - Galería de mediodía de la Reina.
46. - Dormitorio de la Reina.
47. - Alcoba del dormitorio de la Reina.
50. - Pieza de la torre nueva, escritorio de la Reina.
51. - Oratorio privado de la Reina.
53. -  Galería del Cierzo de la Reina.
57. - Pasadizo privado al Cuarto de la Infanta.
Así mismo, desde la década de 1620 la reina contaba con un apartamento de verano situado en el piso bajo (cuarto bajo) y en el inmediatamente inferior a este (bóvedas). Este cuarto sería conocido como cuarto bajo y bóvedas de la Reina. A continuación de este, se encontraba el cuarto bajo del Rey, con fines muy similares.